# Resolutie 141 Veiligheidsraad Verenigde Naties
Resolutie 141 van de Veiligheidsraad van de Verenigde Naties werd door de
VN-Veiligheidsraad
unaniem aangenomen op 5 juli 1960.

## Inhoud
De Veiligheidsraad had de aanvraag van de Republiek Somalië (voor lidmaatschap van de VN) bestudeerd, en beval de Algemene Vergadering aan om Somalië het lidmaatschap toe te kennen.

## Verwante resoluties
- Resolutie 139 Veiligheidsraad Verenigde Naties (Mali-federatie)
- Resolutie 140 Veiligheidsraad Verenigde Naties (Malagasië)
- Resolutie 142 Veiligheidsraad Verenigde Naties (Congo)
- Resolutie 147 Veiligheidsraad Verenigde Naties (Benin)

Lijst ·  133 ·  134 ·  135 ·  136 ·  137 ·  138 ·  139 ·  140 ·  141 ·  142 ·  143 ·  144 ·  145 ·  146 ·  147 ·  148 ·  149 ·  150 ·  151 ·  152 ·  153 ·  154 ·  155 ·  156 ·  157 ·  158 ·  159 ·  160